# William Reid (Musiker)

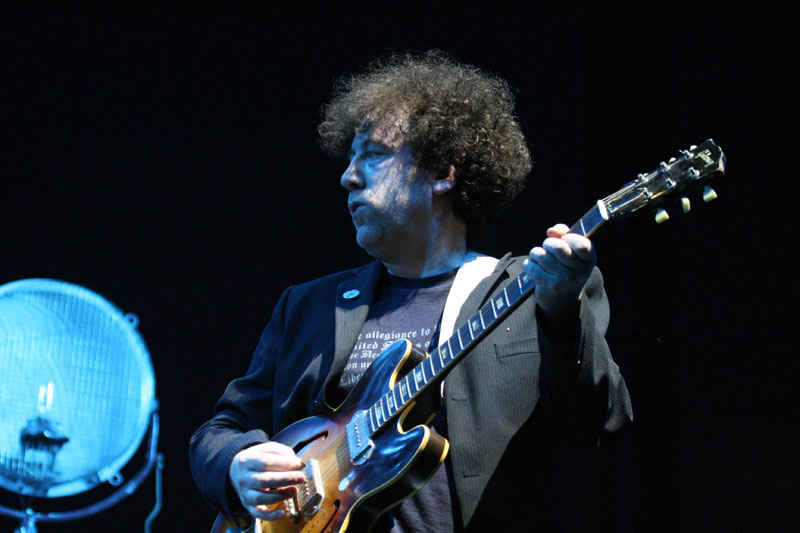
William Reid

William Adam Reid (* 28. Oktober 1958 in Glasgow, Schottland) ist ein schottischer Gitarrist und Komponist.

## Leben
William bildete zusammen mit seinem Bruder Jim Reid den (manchmal instabilen) Kern der Band The Jesus and Mary Chain. Deren früher Klang wurde von Reids extrem verzerrter Vollresonanzgitarre getragen, so dass Teile der Musik oft wie weißes Rauschen klangen. Reid beendet Ende 1998 die brüderliche Zusammenarbeit abrupt, als er nach 15 Minuten Auftritt eine Show im House of Blues verließ.
1999 begann Reid als Solist unter dem Namen Lazycame. Er war auch an der Produktion des Siser Vanilla-Albums Little Pop Rock beteiligt, bei der Lina Reid mitspielt, die jüngere Schwester der Gebrüder Reid.
The Jesus and Mary Chain wurde Anfang 2007 wiederbelebt, um Konzerte in den USA und in Europa zu spielen.
Derzeit lebt Reid in den USA und Thailand. Er hat einen 2000 geborenen Sohn mit seiner Ex-Frau.

## Diskografie

### William
- 1998: Tired Of Fucking (4 Songs, EP)

### Lazycame
- 1999: Taster (6 Songs, EP)
- 1999: Finbegin (Album)
- 2000: Yawn! (5 Songs, EP)
- 2000: Saturday The Fourteenth (Album)